# فعالیت‌های هنری

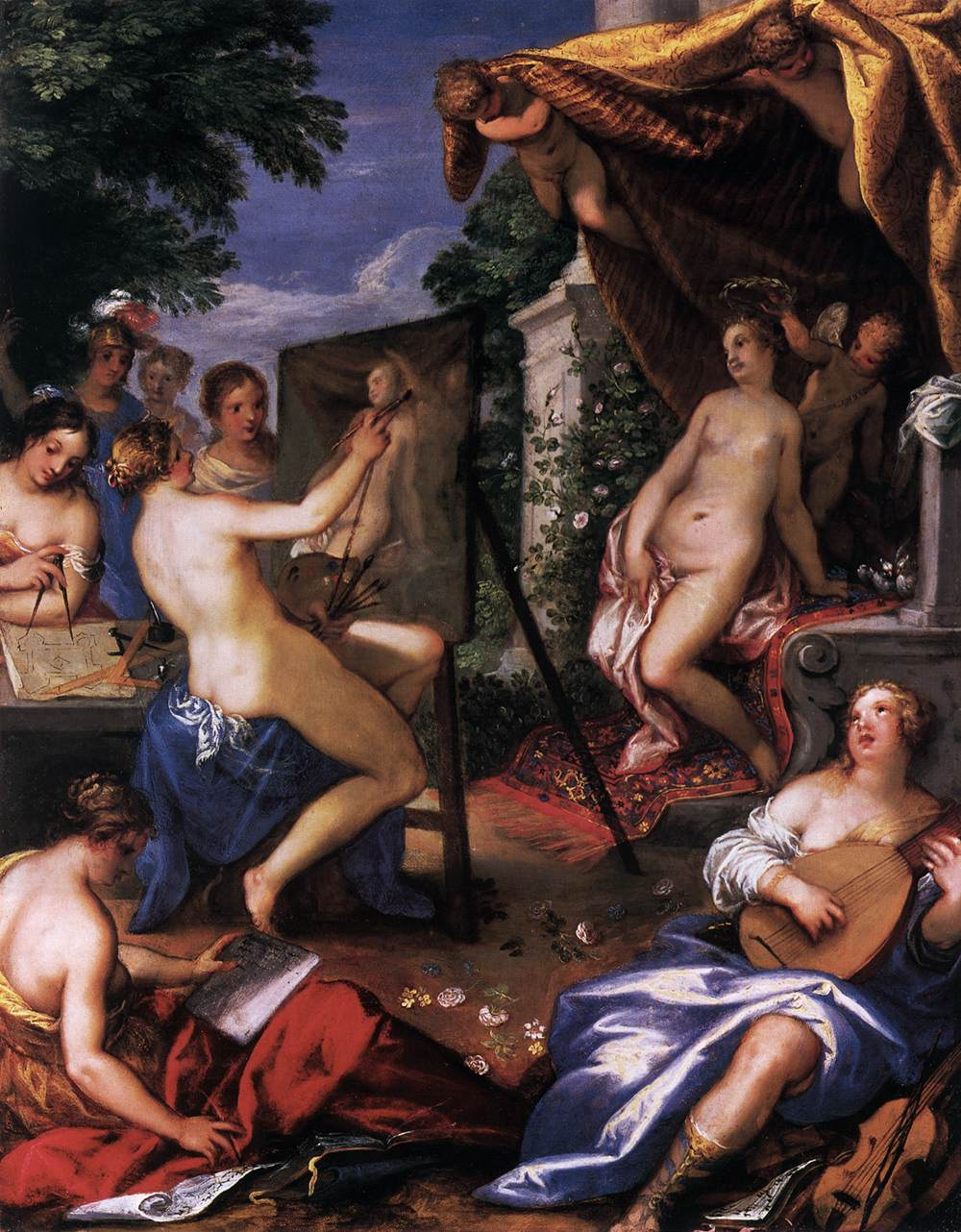
«تمثیل فعالیت‌های هنری» اثر هانس روتنهامر، نیمه دوم قرن شانزدهم، برلین.

فعالیت‌های هنری (به انگلیسی: The arts)، شاخه‌های مختلف از فعالیت‌های خلاقانه انسان را گویند. به عبارت دیگر، فعالیت‌های هنری نشان‌دهنده روشی برای بیان هستند که معمولاً توسط فرهنگ تحت تأثیر قرار می‌گیرند و به نوبه خود به تغییر فرهنگ کمک می‌کنند. به این ترتیب، فعالیت‌های هنری نمود فیزیکی برانگیختگی خلاقانه درونی هستند.
اجزای اصلی فعالیت‌های هنری عبارتند از: ادبیات که خود شامل شعر، رمان، داستان کوتاه و حماسه می‌شود؛ هنرهای نمایشی شامل موسیقی، رقص و تئاتر؛ هنر تزئین غذا مانند پختن، شکلات‌سازی و شراب‌سازی؛ هنرهای رسانه‌ای مانند عکاسی و فیلم‌برداری؛ هنرهای تجسمی مانند رسم، نقاشی، هنر سرامیک و مجسمه‌سازی؛ برخی گونه‌های هنری هم عناصر تجسمی را با نمایش درمی‌آمیزند (مانند فیلم) و برخی با کلمات نوشته شده (مانند کمیک‌ها.)
در حقیقت، از زمان غارنگاره‌های پیش از تاریخ تا فیلم‌های مدرن امروزی، فعالیت‌های هنری، چونان بستر و راهی برای داستان‌سُرایی و به تصویر کشیدن رابطه بشر با محیط و پیرامونش، عمل کرده است.

## تعریف
در تعریف بسیار ساده و پایه‌ای، هنر بیانی مستند از جانب موجودی درک‌کننده و ذی‌شعور از طریق یا روی یک محیط واسط در دسترس است که هرکسی می‌تواند آن را ببیند، بشنود یا تجربه‌اش کند. اما خود فعل تولید یک بیان می‌تواند به هنری معین یا هنر در معنای عام آن، اشاره داشته باشد. 
«خوب بودن» یا ارزش‌مند توصیف شدن این بیان یا عمل تولید آن، به کسانی بستگی دارد که آن را می‌پذیرند یا برای آن امتیاز قائل می‌شوند که این ارزش‌گذاری عمومی هم به عوامل ذهنی مختلفی مربوط است.
فرهنگ انگلیسی کالینز، فعالیت‌های هنری را «در مجموع شاخه‌ای تخیلی، خلاقانه و غیرعلمی از دانش» در نظر گرفته که به صورت آکادمیک مطالعه می‌شود. مفهوم هنر به تنهایی، توسط دائرةالمعارف ایرلندی هنر چنین توصیف شده: «هنر هنگامی خلق می‌شود که هنرمندی، چیز زیبایی بسازد یا تجربه‌ای را چنان بازنمایی کند که از سوی مخاطبانش به خاطر داشتن سویه‌های هنرمندانه، پذیرفته شود.» همان منبع می‌گوید:
هنر فعالیتی جهانی است که دربردارنده طیف وسیعی از رشته‌ها و عبارت‌هایی است که وضع شده‌اند تا شکل‌های مختلفش را توصیف کنند. نمونه‌های از این اصطلاحات عبارتند از: هنرهای زیبا، علوم مقدماتی، هنرهای تجسمی، هنرهای تزئینی، هنرهای کاربردی، طراحی، صنعت‌گری و هنرهای نمایشی.

## تاریخ

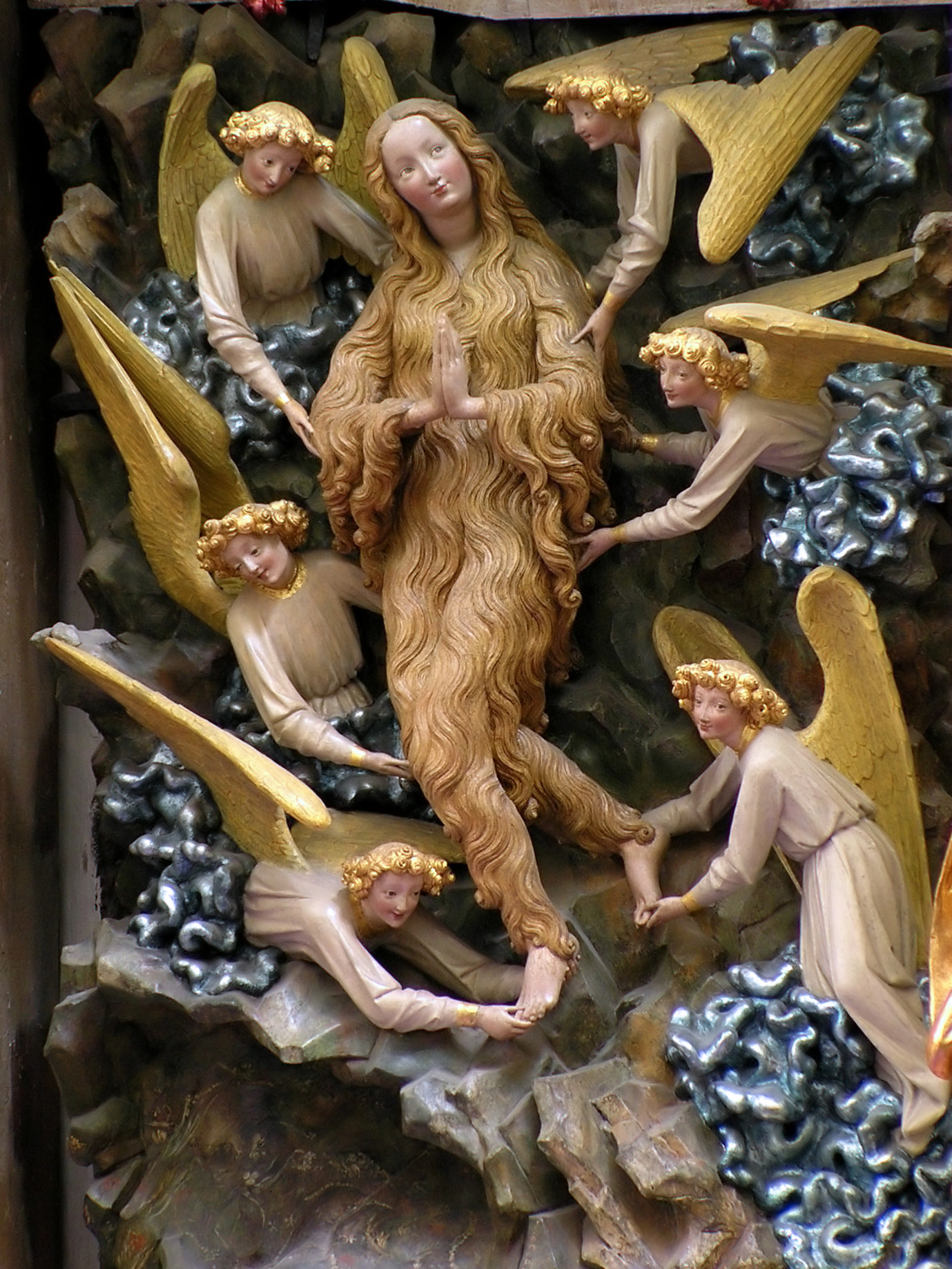
مجسمه مریم مجدلیه در کلیسایی در تورنی. نمونه‌ای از هنر گوتیک در قرن چهاردهم

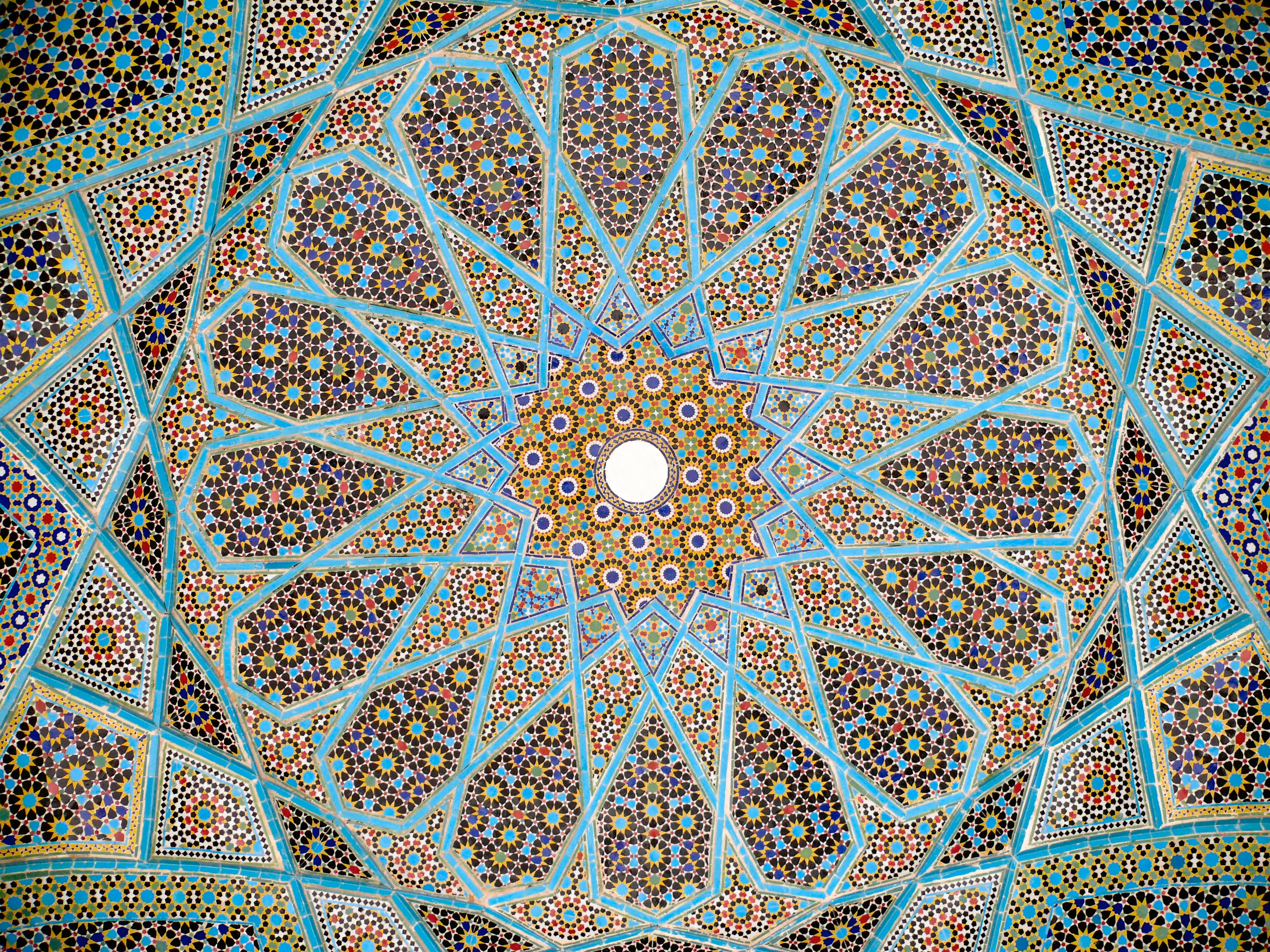
سقف آرام‌گاه حافظ در شیراز. نمونه‌ای از هنر اسلامی معرق‌کاری.

در یونان باستان، تمام هنرها و صنعت‌ها، هر دو با لغت «تخنه» یا تکنیک و فن خوانده می‌شدند؛ بنابراین تفاوتی میان فعالیت‌های هنری نبود. هنر یونان باستان، ستایش از اشکال حیوانی و توسعه مهارت‌هایی را به ارمغان آورد تا ساختمان عضلانی، وقار، زیبایی و آناتومی درست بدن انسان را نشان دهد. هنر روم باستان اما خدایان را به عنوان انسان‌های آرمانی به تصویر کشیده که با ویژگی‌های خاص نمایش داده می‌شدند (زئوس، آذرخش.)
هنر بیزانس و گوتیک در قرون وسطی هم به واسطه تسلط کلیسا، به جای بیان حقایق مادی، بر بیان حقایق کتاب مقدس اصرار می‌ورزیدند.
هنر شرقی به صورت عمومی در سبکی شبیه سبک غربی قرون وسطایی دیده می‌شد. یعنی تمرکز بر الگودهی سطحی و رنگ‌آمیزی موضعی (به معنای رنگ‌آمیزی ساده یک چیز. مثلاً قرمز ساده برای پوششی قرمز. به جای استفاده از تلفیق آن رنگ به وسیله نور، سایه و انعکاس) یکی از مشخصه‌های این سبک این است که رنگ‌آمیزی موضعی، اغلب در یک طرح و زمینه کلی مشخص می‌شود (معادل امروزی آن کارتون است) این مسئله برای نمونه در هنر هند، تبت و ژاپن آشکار است.
دین اسلام اما شمایل‌نگاری را در هنر دینی اسلامی ممنوع کرده و این هنر به جایش، مفاهیم دینی را از طریق هندسه به تصویر می‌کشد.
(در مذهب شیعه در مورد شمایل‌نگاری مقدسات چنین است و غیر از مقدسات منعی ندارد. در مورد مجسمه‌سازی البته علمای شیعه همه بر این نظر اتفاق ندارند و برخی ساخت نیم‌تنه موجودات دارای روح را مجاز دانسته و برخی آن را کلاً دارای اشکال می‌دانند.
یقین فیزیکی و منطقی موجود در قرون وسطی اما با روشنگری اواخر قرون هفدهم و هجدهم متلاشی شد؛ نه تنها با کشفیات جدید از جمله نظریه نسبیت آلبرت آینشتاین، توسعه مکانیک کوانتومی و روانشناسی ضمیر ناخودآگاه توسط زیگموند فروید، بلکه با پیشرفت بی‌سابقه فناوری. 
تناقض در این‌جاست که تجلی فناوری‌های جدید، به شدت تحت تأثیر هنر قبیله‌ای باستانی آفریقا و اقیانوسیه بوده و می‌توان آن را از طریق آثار کسانی چون پل گوگن و پست امپرسیونیست‌ها، پابلو پیکاسو و کوبیست‌ها و همین‌طور فوتوریست‌ها مشاهده کرد. 

## رشته‌ها

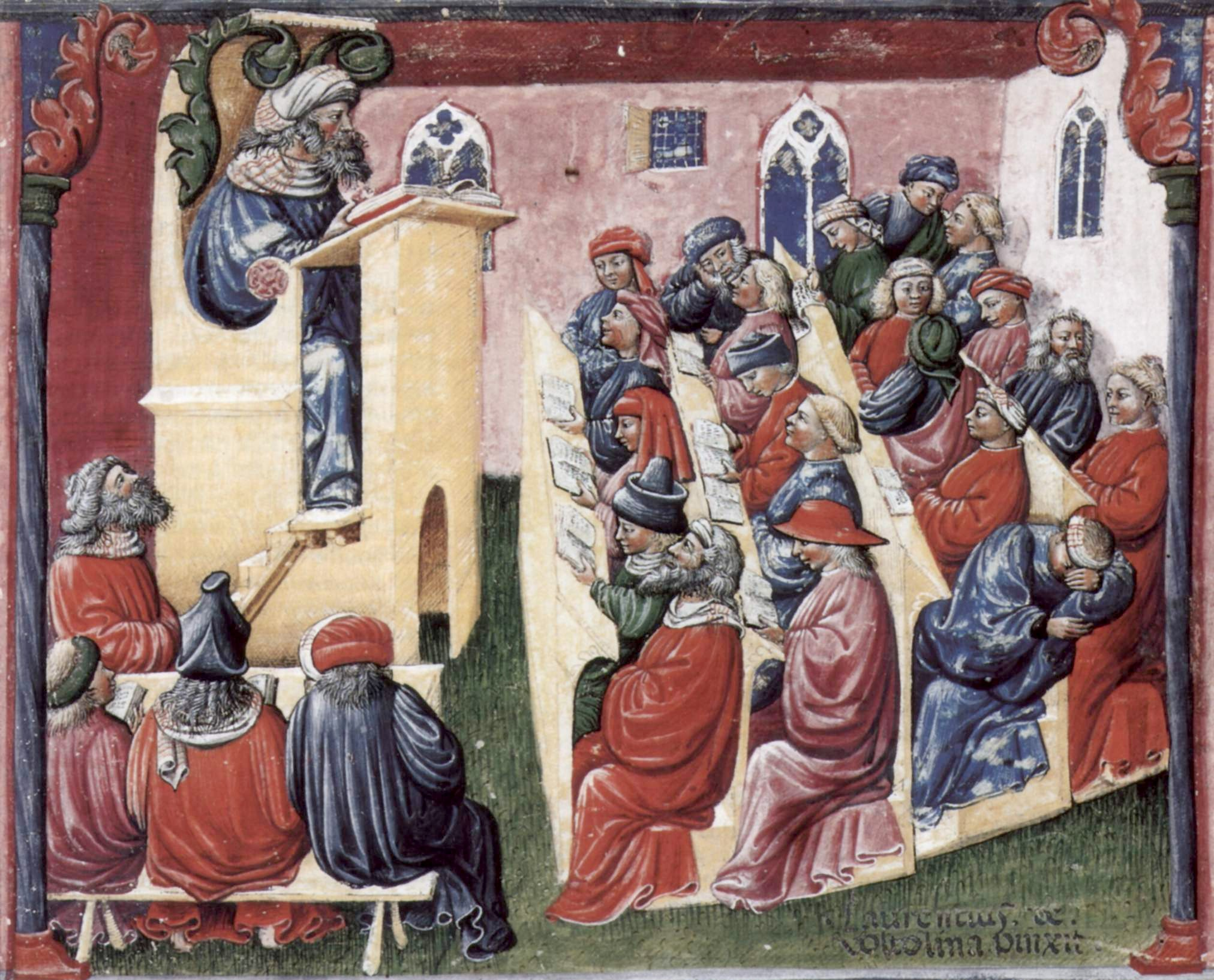
یک کلاس دانشگاهی در ۱۳۵۰ میلادی

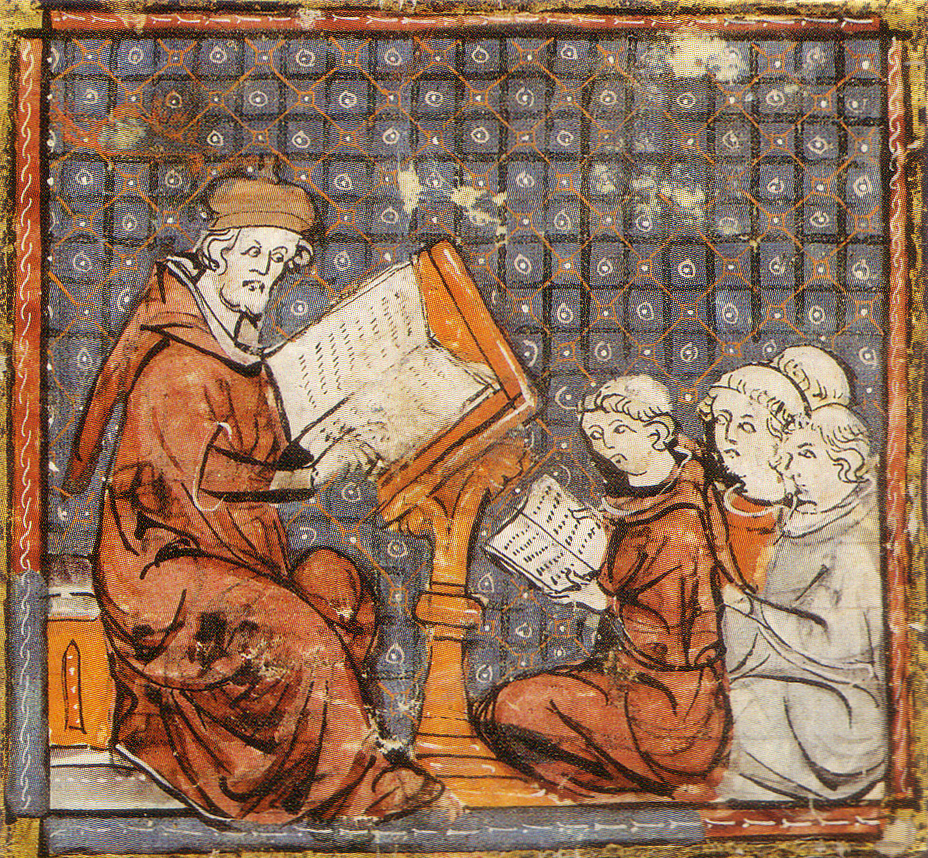
تدریس در پاریس در قرن چهاردهم

در قرون وسطی تریوییم به عنوان بخشی از علوم مقدماتی (Artes Liberales) یا علوم سبعه (هفتگانه) در دانشگاه‌ها تدریس می‌شد؛ این دوره که دوره اول علوم مقدماتی بود، شامل دستور زبان، بلاغت و منطق می‌شد. همین‌طور علوم اربعه به عنوان دوره دوم علوم مقدماتی و علوم ریاضیاتی شامل حساب، هندسه، موسیقی و اخترشناسی تدریس می‌شد. 
علوم مکانیکی (Artes Mechanicae) هم مانند «وستیاریا»- خیاطی و نساجی، «آگریکالتورا»- کشاورزی، «آرچیتکتورا»- معماری و بنایی، «میلیتیا و وناتوریا»- جنگ، شکار و هنرهای رزمی، «مرکاتورا»- تجارت و بازرگانی، «کوکویناریا»- آشپزی و «متالاریا»- آهنگری و متالورژی (بر اساس تقسیم‌بندی اسکات اریژن در قرن نهم میلادی) در محیط‌های صنفی، تمرین و تقویت می‌شد. در حقیقت تقسیم‌بندی مدرن «هنری» و «غیرهنری» مهارت‌ها تا زمان رنسانس توسعه نیافت.
در دانشگاه مدرن، هنر زیرمجموعه علوم انسانی قرار گرفت. دیگر موضوعات علوم انسانی عبارتند از: تاریخ، زبان‌شناسی، ادبیات و فلسفه. روزنامه‌ها نیز عموماً بخشی به عنوان هنر دارند.
به صورت سنتی، هنر به هفت دسته تقسیم می‌شود: معماری، مجسمه‌سازی، نقاشی، موسیقی، شعر، رقص و سینما-تئاتر به همراه ضمیمه‌های مدرن عکاسی و کمیک. 

## هنرهای تجسمی

### رسم
رسم به معنای ایجاد یک تصویر با استفاده از هر ابزار و تکنیکی است. در معنای عام آن، علامت گذاشتن روی یک سطح به وسیله یک ابزار یا حرکت دادن آن روی سطح است. ابزارهای رایج برای این‌کار، مداد گرافیتی، قلم و مرکب، برس‌های جوهری، مداد شمعی، پاستل مومی، زغال، پاستل و ماژیک هستند. ابزارهای دیجیتالی هم که این کار را شبیه‌سازی می‌کنند هم مورد استفاده قرار می‌گیرند. تکنیک اصلی استفاده شده در رسم، کشیدن خط، سایه‌زنی، هاشورزنی، سایه‌زنی تصادفی و نقطه‌نگاری هستند. هنرمندی که در رسم تبحر دارد، طراح یا رسام خوانده می‌شود. رسم برای نمونه در کمیک و پویانمایی استفاده می‌شود.

### نقاشی

تابلوی مونالیزا یکی از مشهورترین نقاشی‌ها در جهان غرب.

نقاشی در حقیقت عمل منتقل کردن رنگدانه‌های چسبیده به یا معلق در یک وسیله (واسطه) و چیزی برای پیوند آن (چسباننده) به یک سطح (پشتیبان) مانند کاغذ، بوم، قاب چوبی یا دیوار است. با این‌همه، هنگامی که این عمل با حسی هنرمندانه انجام می‌شود، به این معناست که همراه با رسم، ترکیب‌بندی و دیگر ملاحظات زیباشناسانه برای انتقال و بیان منظور رسا، واضح و مفهومیِ نقاش، ترکیب شده است. از نقاشی برای بیان موتیف‌ها و مفاهیم معنوی و مذهبی هم استفاده می‌شود. 
این نوع از نقاشی‌ها، طیف وسیعی از آثار را از نقاشی‌های اساطیری بر سفال تا نقاشی‌های کلیسای سیستین و نقاشی بدن خود انسان، دربرمی‌گیرد. 
رنگ، سرشت و ذات نقاشی است چنان‌که آوا، برای موسیقی. رنگ به شدت ذهنی است اما اثرات روانی قابل‌مشاهده دارد که البته می‌تواند در فرهنگ‌های مختلف، متفاوت باشد؛ سیاه در غرب، قرین صبح است اما در جاهای دیگر، سفید این معنا را می‌دهد و برخی نقاشان، نظریه‌پردازان، نویسندگان و دانشمندها، شامل گوته، کاندینسکی و نیوتن، تئوری رنگ خودشان را نوشته‌اند.
افزون بر این، استفاده از زبان در این مورد، تجریدی برای معادل آن است. برای نمونه کلمه قرمز، می‌تواند شامل گستره وسیعی از تغییرات قرمز خالص در طیف رنگ قرمز شود. در حقیقت، ثبتی رسمی برای رنگ‌های مختلف، آن‌چنان‌که بر سر نت در موسیقی توافق وجود دارد، دیده نمی‌شود. اگرچه از سیستم پانتون به صورتی گسترده در نقاشی و صنایع مربوط به طراحی برای این مقصود استفاده می‌شود. 
هنرمندان مدرن، نقاشی را به شکل قابل‌توجهی گسترش دادند. طوری که امروزه شامل کلاژ هم می‌شود. این اتفاق با کوبیسم آغاز شد که به معنای واقعی نقاشی نیست. برخی از نقاشان نوگرا، از مواد مختلفی مانند ماسه، سیمان، کاه یا چوب برای ایجاد بافت در آثارشان استفاده کردند. برای نمونه می‌توان به ژان دوبوفه و آنسلم کیفر اشاره کرد. 
هنر نوگرا و معاصر، از ارزش تاریخی فن نقاشی به نفع مفهوم، فاصله گرفته است. همین موضوع باعث شده تا عده‌ای نقاشی را به عنوان یک فرم هنری جدی، مرده تلقی کنند. گرچه این فکر باعث نشده بسیاری از هنرمندان، نقاشی را به عنوان تمام حرفه هنری خود یا بخشی از آن، کنار بگذارند. 

### سرامیک‌کاری
هنری است که با استفاده از مواد سرامیکی ساخته می‌شود (شامل رس) که می‌تواند شکل‌های مختلفی از جمله سفال، کاشی، تندیسک، مجسمه یا ظرف به خود بگیرد. با این‌حال، برخی از کارهای سرامیکی از هنرهای زیبا هستند و برخی دیگر، از هنرهای تزئینی، طراحی صنعتی و هنرهای کاربردی به حساب می‌آیند. همین‌طور می‌توانند دست‌ساخته‌ای در باستان‌شناسی باشند. هنر سرامیکی می‌تواند به دست یک تن یا به دست گروهی که در کارگاه سفالگری یا سرامیک، طراحی، ساخت و تزیین آن را به عهده می‌گیرند، ساخته شود. سرامیک‌کاری هنر و علم تولید چیزها از مواد غیرآلی و غیرفلزی با استفاده از حرارت دادن است که شامل شیشه و موزائیک شیشه‌ای هم می‌شود.

### عکاسی
عکاسی به عنوان هنر، به عکس‌هایی برمی‌گردد که با دید خلاقانه و هنرمندانه عکاس گرفته می‌شوند. عکاسی هنری با عکاسی خبری، که تصاویری از اتفاقات خبری تهیه می‌کند و همین‌طور با عکاسی تجاری که روی تبلیغ محصول یا خدمات تمرکز دارد، در تضاد قرار دارد.

### معماری

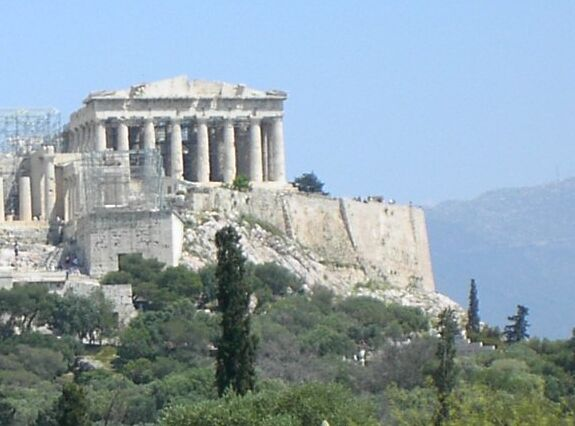
پارتنون بر بلندای آکروپولیس، آتن، یونان

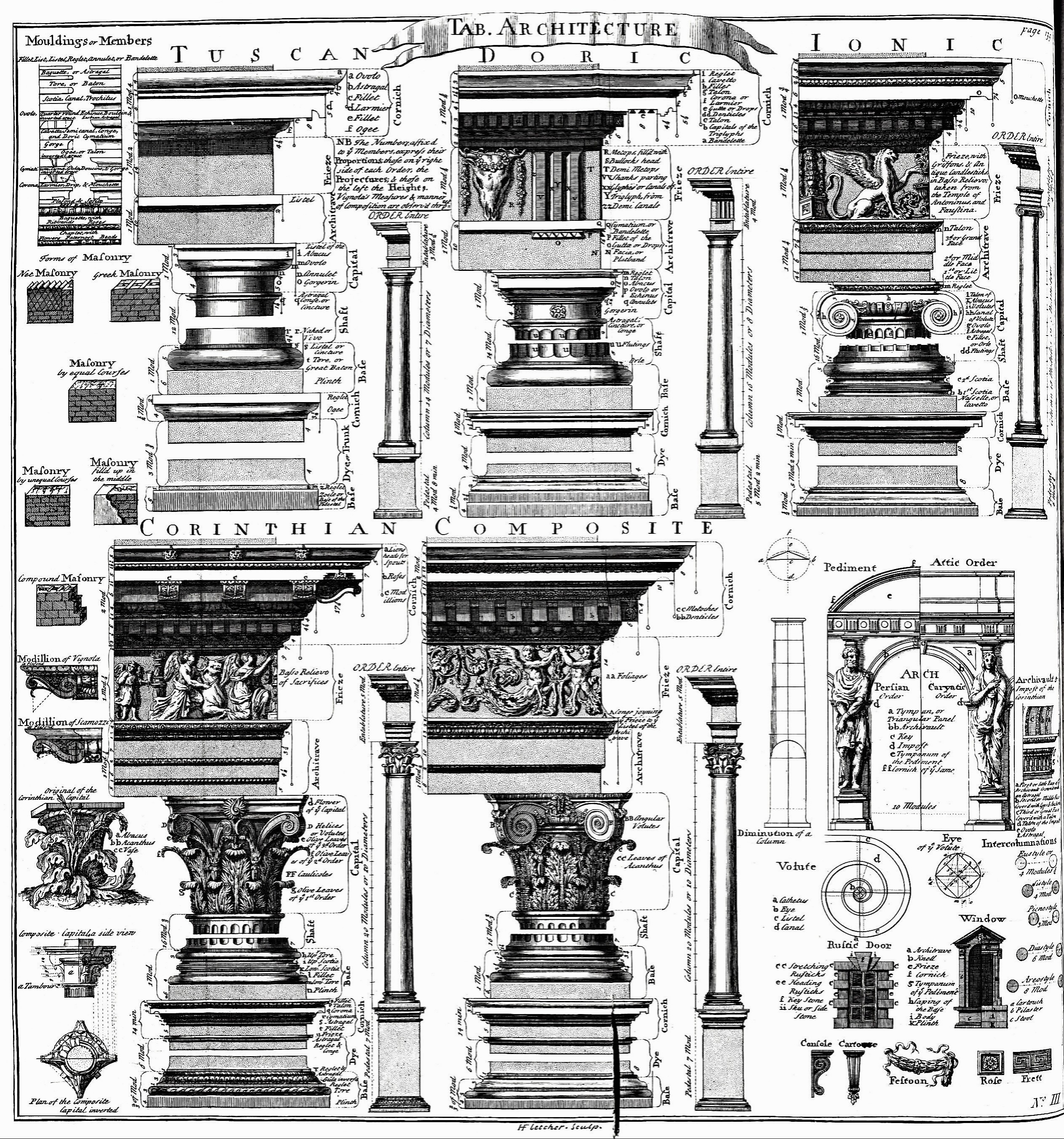
جدول معماری از دانشنامه‌ای نوشته شده در سال ۱۷۲۸

معماری هنر و دانش طراحی ساختمان‌ها و سازه‌ها است. واژه معماری از کلمه یونانی arkhitekton گرفته شده (αρχι- arkhi به معنای رئیس و ارشد و τεκτων- tekton به معنای سازنده و نجار) و به معنای استاد سازنده (معمار) و مدیر کارهاست. 
تعریف وسیع‌تر شامل طراحی محیط زیست ساخته شده از سطح کلان برنامه‌ریزی شهری، طراحی شهری و معماری منظر است تا سطح خرد که ساخت اثاث را دربرمی‌گیرد. طراحی معماری اغلب باید هم امکان‌سنجی و هزینه را برای سازنده مشخص کند و هم کارایی و عوامل زیبایی‌شناسی را برای کاربر.
در دنیای مدرن، معماری، هنر و نظم و انضباط ایجاد طرح واقعی یا استنتاج طرح ضمنی یا آشکار هر سامانه یا چیز پیچیده است. این اصطلاح می‌تواند علاوه بر ساختمان‌ها، به معماری ضمنی چیزهایی انتزاعی مانند موسیقی یا ریاضیات، معماری ظاهری چیزهای طبیعی مانند شکل‌های زمین‌شناختی یا ساختار سلول‌های زیستی، معماری طرح‌های آشکار ساخته دست بشر مانند نرم‌افزار، رایانه، معماری سازمانی و پایگاه داده اشاره داشته باشد. در هر استفاده‌ای از این واژه، معماری می‌تواند نگاشتی ذهنی از دیدگاه بشر، به عناصر یا اجزای گونه‌ای سازه یا سامانه باشد که روابط میان عناصر یا اجزایش را حفظ می‌کند. 
معماری برنامه‌ریزی شده، در فضا، حجم، نور، سایه، بافت یا عناصر انتزاعی برای دستیابی به زیبایی‌شناسی خوش‌آیند، دخالت می‌کند. این کار، این نوع معماری را از علوم کاربردی یا مهندسی که بیشتر متوجه جنبه‌های کاربردی و امکانی طراحی ساختمان یا سازه است، متمایز می‌کند.
در زمینه معماری ساختمانی، مهارت‌های خواسته شده از یک معمار، از آن‌ها که پیچیده‌ترند مانند یک بیمارستان یا استادیوم، تا آن‌ها که ساده‌تر به نظر می‌رسند، مانند طراحی ساختمان‌های مسکونی، تغییر می‌کند. بسیاری از آثار معماری می‌تواند نمادهای فرهنگی یا سیاسی باشند یا آثاری هنرمندانه، در نظر گرفته شوند. نقش معمار، هرچند در حال تغییر، در طراحی و اجرای موفق (و گاهی ناموفق) محیط‌های ساختمانی خوش‌آیند در جاهایی که مردم زندگی می‌کنند، محوری است.